# Dustin Mijnders
Dustin Mijnders (Sommelsdijk, 25 augustus 1995) is een Nederlands voetballer. Hij verruilde in de zomer van 2023 Odin '59 voor IJVV Stormvogels. 

## Carrière
Mijnders begon op 5-jarige leeftijd met voetballen bij de amateurclub MSV en AV Flakkee. In 2006 deed hij mee aan de talentendag van Feyenoord, maar werd hij afgewezen. Niet veel later nam hij deel aan de talentendag van JVOZ (Jeugd Voetbal Opleiding Zeeland). Daar werd hij wel aangenomen. In 2009 kwam hij in de jeugdopleiding van RBC Roosendaal. In 2011 keerde hij weer terug bij JVOZ, waarna hij in 2012 in de regionale jeugdopleiding van Willem II en RKC terechtkwam. 
Eind juni 2015 tekende Mijnders een contract tot medio 2016 bij Telstar. Hij maakte op 16 augustus 2015 zijn debuut in het betaald voetbal tegen Go Ahead Eagles. Hij speelde uiteindelijk 4 wedstrijden voor de club alvorens hij in de zomer van 2016 de overstap maakte naar VV Spijkenisse. Met deze laatste club werd hij in 2017 kampioen in de Zaterdag Hoofdklasse A. Nadien kwam hij onder meer uit voor ADO '20 en Odin '59, beide uit Heemskerk.

## Statistieken
| Seizoen | Club    | Land      | Competitie     | Competitie | Competitie | Beker | Beker | Totaal | Totaal |
| Seizoen | Club    | Land      | Competitie     | Wed.       | Dlp.       | Wed.  | Dlp.  | Wed.   | Dlp.   |
| ------- | ------- | --------- | -------------- | ---------- | ---------- | ----- | ----- | ------ | ------ |
| 2015/16 | Telstar | Nederland | Eerste divisie | 4          | 0          | 0     | 0     | 4      | 0      |

Bijgewerkt op 17 juli 2016